# 世代会計
世代会計は、今日と明日の子供たちが直面している財政負担を測定する方法。個人が一生の間に国に支払う額と国から受け取る額を世代別に推計する。ローレンス・コトリコフ （英語:  Laurence Kotlikoff ）が1993年に刊行した著『世代の経済学』にみられる。もとは彼の1984年財政赤字の妄想記事で始まる、問題を標識した経済学の「Kotlikoffの識別」から導かれた造語。
世代会計は、世代間の扱いの違いを比較するのを与える視点のものである、1990年代以降発展した会計のひとつの方法である。世代会計は、人口統計学、経済、国家財政におけるいくつかの仮定を取り付ける、そして国家とひとつの既存世代の階級の間の支払いと移転の分離を記述するのにおいて結びつく。

## 解説
コトリコフの財政言語の相対性に関する個人および共著の研究では、政府の赤字を含む従来の財政措置が経済理論の観点から十分に定義されていないことを示している。 代わりに、それらの測定値は経済的に恣意的な財政表示の慣例を反映しており、コトリコフが言うように、「経済のラベル付けの問題」は、 GDP比が比較的小さい米国をはじめ、さまざまな国の財政状態の大きな誤解を招いているが、どの先進国も形のうえでは間違いなく財政が悪化しており、世代会計は今日のものとならびに明日の子供の財政負担を測る。政府の不足額を含めた、慣習的な財政計測は、経済理論の見通しからはよく定義されないだろうことを、コトリコフ個人での、ならびに共著の著作「relativity of fiscal language」は論証する。その代わり、その計測は経済的に気まぐれな財政の慣例の分類を反映する。GDPの割合に対して相対的に小さな負債を有するが、しかし、議論の余地のある、他のどの先進国よりも悪い財政の形である、アメリカ合衆国をもって始めとする、異なった国々の財政上の立場の正味の誤った指導をする、それを経済的分類問題（英: economics labeling problem）とコトリコフは名づける。コトリコフの経済的分類問題の出自は、The Public Interestでの彼の記事のDeficit Delusion（1984年）をもって始まっている。その記事は彼を世代会計へ押し動かし、ひとつの用語を彼が造語して、彼の1993年の本の題名のGenerational Accountingを与える事を導いた。
 財政的食い違い （英語:  fiscal gap ）と世代会計はそれらの批判を有する。何人かの解説者は、政府が通世代間の予算に直面することがないことを信じる。それは財政的食い違いと世代会計の枠組みの基礎である。減税、または課税での巧妙な増加が正味の歳入において初めの損失に対してよりも大きな支払いになるだろう、ような十分な事の、経済を刺激するような歳出増加によりそれの債務を見出すことができると彼らは信ずる。他の評論家は世代会計はもっともらしい立論と、政府債務の根本的な誤解に基づくと信じる。世代会計のそのような以前の批判は2009年に発表された。

## 先進国の人口変化は国家予算での新しい見方の受け入れを認めさせる
- 社会的要素の一定のものは、人口統計学的な争点における計算でのより良い価格の意味において、1990年からの経済動向から由来している。
- 新しい問題提起の出現は、永続的な開発またはエネルギーの制限が、政治的な決断の限りでの専門家における重大な関心事の幾つかのうちの、 将来世代 における出来事の影響の、体系的な手法の記載による統計学の研究において著しく増大した現世の領域をもつことを告げる。
- 存在する経済モデルにおける特徴づけの不足は、社会学、政治哲学、またさらに近代化における影響のある再生を反映する枠組みを設置するために人類学という、限られた領域の一定の人数の専門家を招集される気にさせた。
  - 世代のジレンマ（仏:  dilemme des générations ）は、合意の利用におけるその機能を最適化するひとつの家族による関与によるところの、「もしあなたが私の受取りでの金融に出資してくれるなら、わたしはあなたの教育に投資する」形での、世代間の約束に同意することの明白な禁止おいて存在する。これは、恩給の金融のような、教育に対する投資のひとつの'次善の最適性'（仏:  sous-optimalité ）の意味での、最終的な平等を強制する。
  - 時間的不可逆性（仏:  irréversibilité temporelle ）は、将来世代と過去世代の名において現在世代に対して定められた約束の性質を記述する。この結果は、（例として退職後の期間での恩給の金融を保証する）かれらの資格において定まっているものである、約束を守る現存世代に対する制約効果において、将来世代自身は理解する。翻って、将来世代は、前の世代に、かれらの子孫が善い状態となるよう同意された苦労について、「感謝する」可能性をもたない。
- これら二つの類型の制約の不可逆性は、間時間水準の相互扶助者におけるその財務的制約のゆるみと同様に、本来の社会的同一性として、国家におけるその発言の一定の著者たちによって正当化される。
- この見解における、政治的解決の中心の二部作における著者たちの記事のなかでの世代経済における討論の争点：
- 分析における新たな枠組みは、困難を認めなければならず、そしてまったく自然に、世代会計の出現の導出を有する。
- 世代会計は、存在する年代の階級と誕生する年代の階級における公的負担の間の、違いを評価する積もりである。

## 世代会計の基本のモデル

### 理論モデル
国家に従順である財政的制約において支えられる世代会計の理論モデル：{\displaystyle \sum _{s=0}^{D}{N_{t,t-s}}+\sum _{s=1}^{\infty }{N_{t,t+s}}+W_{t}=\sum _{s=t}^{\infty }{\frac {G_{s}}{(1+r)^{s-t}}}}
- {\displaystyle N_{t,k}}は、日付{\displaystyle k}から生まれた世代の、日付{\displaystyle t}での正味の支払い。
- {\displaystyle D}は、最長寿命の期間。
- {\displaystyle W_{t}}は、日付{\displaystyle t}での公的部門における正味の富。
- {\displaystyle G_{s}}は、日付{\displaystyle s}からの公的部門に振り分けられない支出を表す。
- {\displaystyle r}は、時間の経過において、一定と仮定され現実化された年利率。

## 作業における実施
作業における実施の段階は、使うことを与える際の指標での持続性を与えるものである、追加の手当てを要請するものを疑わない。

## 結果
私たちはここに、アメリカ合衆国についての L. J. コトリコフによる前出の結果と、計測の比較が可能なフランスについての C. ボネによって行われた世代会計の方法の作業の実施の結果を示される。
フランスについてのものでは、労働市場と効力が生じている財政政策における主要な特徴に関係する、主要な報告のひとつの手短な解釈は可能である：1996年での60歳に近い世代は、国家の部門での移転のとても大きな年利率を経験する。
60歳の後での受取りになるであろう移転での寄与は、現実の現象において強く損なわれる。
主な計算の読みやすさは、しかしながら、強制的に人が真心から（仏:  à l'esprit）世話をさせられるところの、二つの現象で汚れている：
- 異なった二世代の正味の支払いの比較は、ライフサイクル（仏:  cycle de vie）における支出と移転の総計の再編成をするものである、生まれながらの現存世代と生まれる世代についてのことである意味をもたない。
- 世代会計におけるひとつの強い仮定の一部から由来する、生まれる世代と生まれながらの世代との間における現存の正味の支払いの、人が認める重大な食い違い：生まれる世代は、間時間の財務的制約における平等性に対応する支払いを任されると仮定されるのに対し、生まれながらの世代は、生存した世代の全部のところの同様の財務的制度を経験すると仮定される。

この読みやすさの欠点にもかかわらず、間時間の財政的制約において均すための、生まれながらの世代を支える公的寄与の重みと生まれる世代を支えなければならないところの重みの間の違いは、重大である。それはここに、仮定のリターンの機能における、時には顕著な訂正の余地のあるところにおいて人が見る評価の、97.3万フラン（おおよそ14.9万ユーロ）と見積もられる。

## 批判
財政的食い違いと世代会計はこれらの批判を有する。何人かの評論家たちは、財政的食い違いと世代会計の基礎である、間時間的予算に政府は向き合わないと信じる。正味の歳入での初期の損失に対して税がより多く支払われることで内生的に成長するように十分に経済を刺激するよう、税を引き下げ支出を増加させることによって、政府はその債務を調節することができる、と彼らは信じる。
他の評論家たちは、世代会計はもっともらしい主張と公債についての根本的に間違った理解に基づいている、と信じる。世代会計のかつてそのような批判は、2009年に発表された。「政府の支出が永久に多くの歳入を必要とする、との立論の背後に証拠がない、もしくはなんらかの理論もない」で始まり、そして：
（国家の）義務としての社会保障は国民のひとつの資産である、しかし主張はその対応する資産について認めずに義務について論点をあてている。国民の債務は永久的かつ支払う必要がないようにできるので、社会保障と医療保険に対する正味の債務の立場は同様に永久的にできる。私たちは累次の連邦予算が、わかりきった、政府の破綻の指摘なしに、不足する二世紀の経験を今経ている。